# フランシス・ガヌー
フランシス・ガヌー（Francis Ngannou、1986年9月5日 - ）は、カメルーンの男性総合格闘家、プロボクサー。西部州バティエ出身。アメリカ合衆国ラスベガス在住。UFCパフォーマンス・インスティテュート／エクストリーム・クートゥア所属。現PFL世界ヘビー級スーパーファイト王者。元UFC世界ヘビー級王者。カメルーン人史上初のUFC世界王者。英語圏ではフランシス・エンガヌーと発音される。

## 来歴

### 生い立ち
カメルーン・バティエ村の貧しい家庭に生まれる。6歳の時に両親が離婚すると、親戚の家々をたらい回しにされ、最終的に祖母の家にたどり着くが、祖母の家に身を寄せる親戚が増えた時には家の外で寝ることもあった。貧しかったことでペンやノートを買えず、学校で授業中にノートを取らないことを教師に叱られ教室から追い出されることもしばしばあった。またほとんど昼食を持っていけなかったため、クラスメートが分けてくれることもあったが、ガヌーはいつかお返しを求められると思い、その申し出を断った。あまり学校に通えなかったガヌーは、家計を助けるため9歳から1日わずか2ドルの日当で危険が伴う砂の採取場で働いた。離婚して家を出ていった父親が有名なストリートファイターだったために、その悪名とガヌーの恵まれた体躯に目をつけた複数のギャングから仲間に誘われるも、警察沙汰ばかり起こしていた父親のようになりたくなかったガヌーは、道を誤ることなく誘いをきっぱり断っている。22歳の時、家族に反対されながらもボクシングのトレーニングを始めるが、1年ほどで病気のためにやめた。
村の争い事の仲裁や、村人の賃金未払いを掛け合ったり、時には村人が奪われた金品を強盗から取り返すなど、村の顔役として頼りにされていたガヌーだったが、カメルーンで成功の機会を得るのは難しいと考え、ボクシングを学んで一旗揚げようとフランスのパリへ渡る決意をする。

#### カメルーンからパリへの道程
2012年4月にカメルーンを出発、死も覚悟していたガヌーは家族にどこへ行くのかを教えず、特に心配をかけたくなかった母親には家を出ていくことさえ告げなかった。アルジェリアでは闇市場で偽造パスポートを手に入れマリ人になりすまし、警官に賄賂として取られないようにするためお金はプラスチックに包んで飲み込み、目つきや服装などから私服警官を見分ける方法を学び、店に入る時は万が一の場合に備えて店の全ての出口を確認するなど細心の注意を払いながら、3,000マイルの道のりをブローカーの車両と徒歩で、ナイジェリア、ニジェール、アルジェリアを通り、水不足で死にかけ生きるか死ぬかの選択を迫られたサハラ砂漠越えでは動物の死骸が周囲に散乱する明らかに安全でない井戸の水を飲んで、カメルーンを離れてから3週間後にモロッコに到着した。
しかしモロッコとスペインを隔てるジブラルタル海峡の越境にさらに苦労する。国境警備隊や沿岸警備隊に6回拿捕され、そのたびに食料も水も与えられず西サハラの砂漠に放置されるか、刑務所に送り込まれた。モロッコの森の中に隠れ、プラスチックの廃材で雨風をしのぎ丸太の上で寝て、食べ物はゴミ箱を漁るという厳しい状況で暮らしていたガヌーは越境に失敗するたびに意思がゆらぎ諦めてカメルーンへの帰国を考ることもあったが、脳裏に浮かぶ夢を見すぎるなとガヌーを笑ったバティエ村の人々の顔が思いとどまらせた。
7回目の挑戦を前にガヌーはインターネットカフェで時間が切れる前に席を立つ客のプリペイド式パソコンを使って、インターネットで海峡の潮汐による潮の干満や波のうねり、風向きや月の満ち欠けを調べ、南から風が吹き、波の穏やかな、月の出ない、海峡を渡るのに適した夜を探した。
そして決行日を2013年3月中旬の日に決めると、8人の亡命仲間と50ドルのゴムボートを購入し、レーダーに検知されないようボートをアルミ箔で包んだ。計画を考案したガヌーは泳げなかったがキャプテンを任され、パドルを漕いで、スペインの対岸近くまで来ると、携帯電話でスペインの赤十字社に救助要請の連絡を入れた。そして必要の無くなったモロッコでなりすましていたセネガル出身の40歳の建設作業員の偽造パスポートを海に投げ捨てた。
スペインに着くと移住者収容センターに収容され、収容中には職員から亡命を諦めるよう嫌がらせも受けたが、2か月後に難民として認められ収容センターから解放されるとカメルーンを出発してから約14か月後となる2013年6月9日にフランスのパリへ到着した。
パリに到着したものの、住むところも金も無く、頼る知人もいなかったガヌーは、パリの路上でホームレスとして生活することになる。そんな状況であったが、ガヌーは飛び込みで交渉し、無料でトレーニングをやらせてもらえるボクシングジムを見つける。しかしジムの練習生から、ボクシングは閉ざされた世界で力のあるプロモーターやトレーナーが必要なので、格闘技で稼ぎたいのなら総合格闘技をやってみるべきだと勧められるが、ガヌーはボクシングをやるためにカメルーンを出てきたのであり、そもそも総合格闘技について全く何も知らなかったので、この時には総合格闘技を始める気持ちは起きなかった。
ボクシングのトレーニングは順調だったが週末は閉まってしまうジムであったため、週末もトレーニングを出来るジムを探していたところ、ある日、総合格闘技ジム「MMAファクトリー」を紹介され、ジムを尋ねると直ぐにジムのオーナーのフェルナンド・ロペスに素質を見込まれて、グローブなどの格闘技用具一式が詰まったバッグを渡され、その日から初心者クラスに参加して総合格闘技のトレーニングを始めた。この時、ガヌーはまだ路上で生活していたため、ロペスにバッグをジムに置かせて欲しいと頼むと、そこで初めて住むところがないと知ったロペスはガヌーにジムで寝泊まりすることを許可し、さらにガヌーのために住居を探した。
2013年11月30日に総合格闘技デビュー。ガヌーはまだボクシングに未練があったが、デビュー戦で総合格闘技が自身に向いてることを実感し、ファイトマネーを受け取り稼げることがわかると完全に総合格闘技へシフトした。

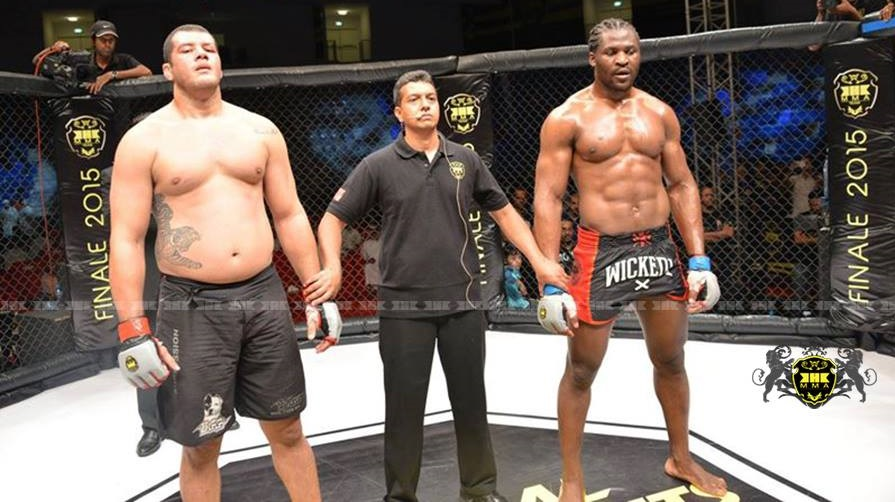
UFC参戦前のガヌー(右)

### UFC
29歳の誕生日にUFCとの契約が決定する。
2015年12月19日、UFC初参戦となったUFC on FOX 17でルイス・エンリケと対戦し、左アッパーで2RKO勝ち。
2016年4月10日、UFC Fight Night: Rothwell vs. dos Santosでカーティス・ブレイズと対戦し、パンチでブレイズの右目を腫れあがらせ、2R終了時にドクターストップでTKO勝ち。
2016年12月9日、UFC Fight Night: Lewis vs. Abdurakhimovでアンソニー・ハミルトンと対戦し、キムラロックで1R一本勝ち。パフォーマンス・オブ・ザ・ナイトを受賞した。
2017年1月28日、UFC on FOX 23でヘビー級ランキング7位の元UFC世界ヘビー級王者アンドレイ・アルロフスキーと対戦し、右フックを放ったアルロフスキーにカウンターの右アッパーでダウンを奪い、パウンドで1RTKO勝ち。パフォーマンス・オブ・ザ・ナイトを受賞した。
2017年12月2日、UFC 218でヘビー級ランキング1位のアリスター・オーフレイムと対戦し、左アッパーで1R失神KO勝ち。UFC世界ヘビー級王者のスティーペ・ミオシッチへの王座挑戦権を獲得した。また、この試合はUFC公式サイトの2017年UFCノックアウト・オブ・ザ・イヤーを受賞した。
2018年1月20日、UFC 220のUFC世界ヘビー級タイトルマッチで王者スティーペ・ミオシッチに挑戦。スタンドの打撃を凌がれ、テイクダウンとグラウンドで終始圧倒されて0-3の5R判定負け。王座獲得に失敗した。
2018年7月7日、UFC 226でヘビー級ランキング5位のデリック・ルイスと対戦。双方が相手の打撃を警戒して「お見合い」状態のまま試合が終了し、0-3の判定負け。解説のジョー・ローガンから「歴史上、最も退屈なヘビー級マッチだ」と酷評された。
2018年11月25日、UFC Fight Night: Blaydes vs. Ngannou 2でヘビー級ランキング3位のカーティス・ブレイズと再戦し、右フックでダウンを奪いパウンドで開始僅か45秒のTKO勝ち。パフォーマンス・オブ・ザ・ナイトを受賞した。
2019年2月17日、UFC on ESPN: Ngannou vs. Velasquezで元UFC世界ヘビー級王者ケイン・ヴェラスケスと対戦。タックルを仕掛けたヴェラスケスにカウンターの右アッパーでダウンを奪いパウンドで開始僅か26秒のKO勝ち。
2019年6月29日、UFC on ESPN: Ngannou vs. dos Santosでヘビー級ランキング3位の元UFC世界ヘビー級王者ジュニオール・ドス・サントスと対戦。右オーバーハンドを放ったドス・サントスにカウンターの右フックを当て、背を向けたところに再び右フックを当ててダウンを奪い、パウンドで1RTKO勝ち。パフォーマンス・オブ・ザ・ナイトを受賞した。
2020年5月9日、UFC 249でヘビー級ランキング6位のジャルジーニョ・ホーゼンストライクと対戦。左フックでダウンを奪いパウンドで開始僅か20秒のKO勝ち。ハードパンチャー同士の対戦を制し、2試合連続のパフォーマンス・オブ・ザ・ナイトを受賞した。

#### UFC世界王座獲得
2021年3月27日、UFC 260のUFC世界ヘビー級タイトルマッチで王者スティーペ・ミオシッチに挑戦。2Rに踏み込んでの左の逆ワンツーでダウンを奪い、立ち上がったミオシッチに追撃の左フックでKO勝ち。約3年2カ月越しのリベンジを果たすと共にカメルーン人史上初となる王座獲得に成功。3試合連続のパフォーマンス・オブ・ザ・ナイトを受賞した。ガヌーはこの試合後にカメルーンに凱旋帰国を果たすと、国民的英雄として盛大な凱旋パレードが行われた。
2022年1月22日、UFC 270のUFC世界ヘビー級王座統一戦で暫定王者シリル・ガーヌと対戦。1R、2Rと打撃の攻防で劣勢になると、3Rからはテイクダウンを狙う戦術に切り替え、これまでUFCで1度もテイクダウンを取られたことがなかったガーヌから数回テイクダウンを取り、グラウンドに持ち込む展開で形勢を逆転し、3-0の5R判定勝ち。キャリア初の判定勝利となったものの、王座の初防衛に成功した。ガヌーはこの試合では両膝にサポーターをつけていたが、試合後のインタビューで、試合の3週間前に膝の内側側副靱帯を完全断裂、内側膝蓋大腿靭帯を断裂、前十字靭帯を損傷と診断を受け、医師から説得され欠場寸前だったことを明かし、後日に手術を受けた。

#### UFC離脱からPFLと契約
2022年12月中旬にUFCとの契約が満了を迎え、契約交渉が行われていたが、2023年1月14日に、UFCはガヌーに対する独占交渉権や1年間の追加提案権を放棄した上で、王座を剥奪してガヌーをリリースした。ガヌーは後にインタビューで、UFCから1試合約800万ドル（約11億円）のオファーがあったものの、「札束で顔を平手打ちされたように感じた」と、金だけの問題ではなかったと語り、UFC全選手の、健康保険加入、スポンサー獲得の権利、契約交渉の際の弁護士同席、延長条項の放棄などを、UFC側へ要求したが、ほとんどの要求を拒否されたため、「その契約では、私に自由は無かった、何の権利も力も無い」として、UFCと再契約をしなかったことを明かした。
2023年5月15日、PFLと契約を結んだことが発表された。この契約の条件により、ガヌーは、PFLの株式を受け取り、新たに設立されるPFLアフリカの会長及びPFLグローバルアスリート諮問委員会の委員に就任することになった。
2024年10月19日、2年9カ月ぶりの総合格闘技復帰戦となったPFL Super FightsのPFL世界ヘビー級スーパーファイト王座決定戦でヘナン・フェレイラと対戦し、パウンドで1RKO勝ち。王座獲得に成功した。

### プロボクシング

#### vs フューリー
2023年10月28日、プロボクシングデビュー戦となったサウジアラビア・リヤドのキングダム・アリーナでWBC世界ヘビー級王者タイソン・フューリーとノンタイトル10回戦で対戦。試合前のオッズでは1.07倍対8.5倍で圧倒的不利と評されていたが、3回に左フックでフューリーからダウンを奪い、その後もパンチを効かせる場面を作るなど健闘したものの僅差で10回1-2（95-94、93-96、94-95）の判定負け。敗れはしたものの、多くのボクサーや総合格闘家がガヌーの勝利を支持するなど物議を醸し、ガヌー自身も「フューリーはジャッジ2人に感謝するべきだ」と判定への不満を露わにし、フューリーは試合後に「過去10年間で最も厳しい試合の一つだった」とガヌーに敬意を表した。試合後、健闘が評価されWBC世界ヘビー級ランキングで10位にランクインした。
- 試合の反応
  - アンソニー・ジョシュア「ガヌーが勝ったと思った。でもジャッジはそれぞれの採点方法で採点するし、その仕事においてはプロだ。私は傍観者にすぎない。フューリーが勝ったが、ファンの観点から言えば、私はガヌーが勝ったと思った」[43]
  - 張志磊「プロボクシングというスポーツにとって恥ずべき夜だったと思う」「正直に言うと、私はガヌーが勝ったと思った。ノックダウンを考慮すると、そのラウンドは10-8になる。そして試合全体を通じて、彼はより多くのパワーショットを当て、積極的だった。フューリーはなぜかあまりパンチを出さなかった。 彼は下がって、ジャブで距離をコントロールしているだけだった」[44]
  - レノックス・ルイス「ライオンはサメをジャングルに入らせ、危うく自分が倒されそうになることなどさせない。ガヌーの株は上がった。フューリーにとっては幸運な勝利で、彼の株は下がった」[45]
  - ライアン・ガルシア 「俺が言わなくてはならないことは、フランシス・ガヌーが俺にとっての世界ヘビー王者だということだけだ」[46][47]
  - ネイト・ディアス「タイソン・フューリーは負けた。試合のボクシング解説者は解説が偏っていた、かなりのどアホだ。彼らはボクシングを学ぶ必要がある」[48]

#### vs ジョシュア
2024年3月8日、サウジアラビア・リヤドのキングダム・アリーナで元WBAスーパー・IBF・WBO世界ヘビー級統一王者アンソニー・ジョシュアと対戦。1回に総合格闘技キャリアも含め自身初のダウンを奪われ、2回2分38秒KO負けを喫した。

## ファイトスタイル
多くのファイター、記者をして「MMAで最も重い打撃を持つストライカー」と評されるパンチを最大の武器としている。以前はパンチ主体の打撃スタイルであったが、元キックボクサーのデューウィー・クーパーをストライキングコーチとして迎え入れたことで蹴りも多く用いるようになり、名門ジムのエクストリーム・クートゥアに移籍したことでスティーペ・ミオシッチとの初戦で穴を付かれ完敗したレスリングも格段に向上した。テイクダウンディフェンス率も71%と高い数値を持つ。

## 人物・エピソード
- UFC代表のダナ・ホワイトは2017年に「ガヌーはヘビー級チャンピオンになる可能性を秘めている。しかも、長期間にわたってタイトルを保持する可能性もあると思う」とガヌーを評価している[51]。
- UFCパフォーマンス・インスティテュートで自身のパンチ力を計測したところ、ファミリーカーが衝突する威力に等しい96馬力を記録し、それまでの最高記録を更新した[52]。
- 2017年にフランスからネバダ州ラスベガスに移住し、UFCパフォーマンス・インスティテュート、エクストリーム・クートゥアでトレーニングをしている[6]。
- 2021年5月19日公開の映画「ワイルド・スピード/ジェットブレイク」に敵の兵士役で出演し、同映画に出演したサン・カンは「僕はUFCのファンで、本物のファイターと一緒に撮影して、彼の動きを目の当たりにでき、彼からいろいろ学ぶことができる機会にとても興奮した。実際には1秒で僕を倒すことができるようなファイターと1対1で喧嘩できる機会に恵まれて大喜びだった」と語っている[53]。
- 尊敬する人物としてマイク・タイソンを挙げており、2019年11月にはタイソンとの面会を果たした[1][54]。
- ンゲンバ諸語、フランス語、英語を話せるが、英語はUFCと契約してから学んだものである。
- 自身が格闘技を学ぶためにフランスへ渡らなければいけなかった経験から、UFCのファイトマネーで母国カメルーンに、格闘技での成功を夢見る子供達のための慈善団体を設立している。慈善団体では格闘技ジム建設などの活動を行っており、2019年にバティエ、2021年にブエアと2つの格闘技ジムをオープンしている[10][6]。
- ガヌーが幼い頃に離婚して家を出ていき2001年に亡くなった地元で有名なストリートファイターだった父親について、ラスベガスの自宅にも一緒に撮った写真を飾っており、今でも父親を愛していると語っているが、「私にとって父は何をしてはいけないかのお手本だった」と反面教師だったと語っている。
- ガヌーたち4人兄弟を女手ひとつで苦労しながら育てる母親の姿を見て楽をさせたいと思ったのが格闘家を志した最初のきっかけで、現在はカメルーンで病に臥せている母親のために戦うことが格闘技を続けているモチベーションの一つだと語っている[6]。
- 2023年1月13日に息子が誕生したが、2024年4月27日に脳動静脈奇形により死去している。[55]。

## 戦績

### プロ総合格闘技
| 総合格闘技 戦績 | 総合格闘技 戦績 | 総合格闘技 戦績 | 総合格闘技 戦績 | 総合格闘技 戦績 | 総合格闘技 戦績 | 総合格闘技 戦績 |
| --------------- | --------------- | --------------- | --------------- | --------------- | --------------- | --------------- |
| 21 試合         | (T)KO           | 一本            | 判定            | その他          | 引き分け        | 無効試合        |
| 18 勝           | 13              | 4               | 1               | 0               | 0               | 0               |
| 3 敗            | 0               | 0               | 3               | 0               | 0               | 0               |

| 勝敗 | 対戦相手                           | 試合結果                           | 大会名                                                                               | 開催年月日     |
| ○    | ヘナン・フェレイラ                 | 1R 3:32 KO（パウンド）             | PFL Super Fights: Battle of the Giants 【PFL世界ヘビー級スーパーファイト王座決定戦】 | 2024年10月19日 |
| ○    | シリル・ガーヌ                     | 5分5R終了 判定3-0                  | UFC 270: Ngannou vs. Gane 【UFC世界ヘビー級王座統一戦】                              | 2022年1月22日  |
| ○    | スティーペ・ミオシッチ             | 2R 0:52 KO（左フック）             | UFC 260: Miocic vs. Ngannou 2 【UFC世界ヘビー級タイトルマッチ】                      | 2021年3月27日  |
| ○    | ジャルジーニョ・ホーゼンストライク | 1R 0:20 KO（左フック→パウンド）    | UFC 249: Ferguson vs. Gaethje                                                        | 2020年5月9日   |
| ○    | ジュニオール・ドス・サントス       | 1R 1:11 TKO（右フック→パウンド）   | UFC on ESPN 3: Ngannou vs. dos Santos                                                | 2019年6月29日  |
| ○    | ケイン・ヴェラスケス               | 1R 0:26 KO（右アッパー→パウンド）  | UFC on ESPN 1: Ngannou vs. Velasquez                                                 | 2019年2月17日  |
| ○    | カーティス・ブレイズ               | 1R 0:45 TKO（右フック→パウンド）   | UFC Fight Night: Blaydes vs. Ngannou 2                                               | 2018年11月25日 |
| ×    | デリック・ルイス                   | 5分3R終了 判定0-3                  | UFC 226: Miocic vs. Cormier                                                          | 2018年7月7日   |
| ×    | スティーペ・ミオシッチ             | 5分5R終了 判定0-3                  | UFC 220: Miocic vs. Ngannou 【UFC世界ヘビー級タイトルマッチ】                        | 2018年1月20日  |
| ○    | アリスター・オーフレイム           | 1R 1:42 KO（左アッパー）           | UFC 218: Holloway vs. Aldo 2                                                         | 2017年12月2日  |
| ○    | アンドレイ・アルロフスキー         | 1R 1:32 TKO（右アッパー→パウンド） | UFC on FOX 23: Shevchenko vs. Pena                                                   | 2017年1月28日  |
| ○    | アンソニー・ハミルトン             | 1R 1:57 キムラロック               | UFC Fight Night: Lewis vs. Abdurakhimov                                              | 2016年12月9日  |
| ○    | ボヤン・ミハイロビッチ             | 1R 1:34 TKO（パウンド）            | UFC on FOX 20: Holm vs. Shevchenko                                                   | 2016年7月23日  |
| ○    | カーティス・ブレイズ               | 2R終了時 TKO（ドクターストップ）   | UFC Fight Night: Rothwell vs. dos Santos                                             | 2016年4月10日  |
| ○    | ルイス・エンリケ                   | 2R 2:53 KO（左アッパー）           | UFC on FOX 17: dos Anjos vs. Cowboy 2                                                | 2015年12月19日 |
| ○    | ヴィリアム・バウブッチ             | 2R TKO（パンチ連打）               | KHK MMA National Tryouts: Finale 2015                                                | 2015年5月28日  |
| ○    | リュック・ヌゲレカ                 | 1R 1:57 ギロチンチョーク           | SHC 10: Carvalho vs. Belo                                                            | 2014年9月20日  |
| ○    | ニコラ・スペッキ                   | 2R 2:10 肩固め                     | 100% Fight 20: Comeback 【ヘビー級王座決定トーナメント決勝】                         | 2014年4月5日   |
| ○    | ビラル・タタイ                     | 1R 3:58 KO（パンチ）               | 100% Fight 20: Comeback 【ヘビー級王座決定トーナメント1回戦】                        | 2014年4月5日   |
| ×    | ゾウマナ・シセ                     | 5分2R終了 判定0-3                  | 100% Fight: Contenders 21                                                            | 2013年12月14日 |
| ○    | ラシッド・ベンジナ                 | 1R 1:44 腕ひしぎ十字固め           | 100% Fight: Contenders 20                                                            | 2013年11月30日 |

### プロボクシング
| プロボクシング 戦績 | プロボクシング 戦績 | プロボクシング 戦績 | プロボクシング 戦績 | プロボクシング 戦績 | プロボクシング 戦績 | プロボクシング 戦績 |
| ------------------- | ------------------- | ------------------- | ------------------- | ------------------- | ------------------- | ------------------- |
| 2 試合              | (T)KO               | 判定                | その他              | 引き分け            | 無効試合            |                     |
| 0 勝                | 0                   | 0                   | 0                   | 0                   | 0                   |                     |
| 2 敗                | 1                   | 1                   | 0                   | 0                   | 0                   |                     |

| 戦           | 日付           | 勝敗 | 時間    | 内容    | 対戦相手               | 国籍     | 備考                          |
| ------------ | -------------- | ---- | ------- | ------- | ---------------------- | -------- | ----------------------------- |
| 1            | 2023年10月28日 | ★    | 10R     | 判定1-2 | タイソン・フューリー   | イギリス | プロデビュー戦 ヘビー級10回戦 |
| 2            | 2024年3月8日   | ★    | 2R 2:38 | KO      | アンソニー・ジョシュア | イギリス |                               |
| テンプレート |                |      |         |         |                        |          |                               |

## 獲得タイトル
- 100% Fightヘビー級王座（2014年）
- 第22代UFC世界ヘビー級王座（2021年）
- 初代PFLヘビー級スーパーファイト王座（2024年）

## 表彰
- UFC
  - パフォーマンス・オブ・ザ・ナイト（6回）
- ESPN
  - ノックアウト・オブ・ザ・イヤー（2017年、アリスター・オーフレイム戦）
- Bleacher Report
  - ノックアウト・オブ・ザ・イヤー（2017年、アリスター・オーフレイム戦）
- MMA Fighting
  - ノックアウト・オブ・ザ・イヤー（2017年、アリスター・オーフレイム戦）
- MMA Junkie
  - ノックアウト・オブ・ザ・イヤー（2017年、アリスター・オーフレイム戦）
- World MMA Awards
  - ノックアウト・オブ・ザ・イヤー（2017年、アリスター・オーフレイム戦）

## ペイ・パー・ビュー販売件数
| 開催年月日    | イベント                                               | 販売件数 | 備考 |
| ------------- | ------------------------------------------------------ | -------- | ---- |
| 2018年1月21日 | UFC 220: スティーペ・ミオシッチ vs. フランシス・ガヌー | 35万件   |      |

## 出演作品
| 公開年 | 題名                                | 役名       | 備考   |
| ------ | ----------------------------------- | ---------- | ------ |
| 2021   | ワイルド・スピード/ジェットブレイク | 敵の兵士役 | [ 56 ] |
| 2022   | Jackass Forever                     | 本人役     | [ 57 ] |

### 映像資料
1. ↑  Rising Stars: Francis Ngannou. UFC - Ultimate Fighting Championship - YouTube. 26 November 2017.
2. ↑  UFC 218 Embedded: Vlog Series - Episode 4. UFC - Ultimate Fighting Championship - YouTube. 1 December 2017.